# Битва при Егатських островах
Битва при Егатских островах — морська битва між карфагенським і римським флотом, що відбулося 10 березня 241 року до н. е. в ході Першої Пунічної війни.

## Передісторія
До 243 р. до н.е., після більш ніж 20 років війни обидві держави були виснажені фінансово та демографічно. Докази щодо фінансового становища Карфагена включають їх прохання про отримання позики на 2 тисячі талантів з Птолемейського Єгипту, яку їм було вімовлено. Рим також був близький до банкрутства, а кількість дорослих чоловіків-громадян, які забезпечували робочу силу для військово-морського флоту та легіонів, скоротилася на 17 відсотків з початку війни.
Наприкінці 243 р. до н.е., римляни, зрозумівши, що вони не захоплять Дрепанум та Лілібей, якщо не зможуть продовжити свою блокаду до моря, римський сенат вирішив побудувати новий флот. Після вичерпання каси держави сенат звернувся до найзаможніших громадян Риму за позиками на фінансування будівництва одного корабля. У результаті було створено флот із приблизно 200 центрів, побудований, обладнаний та екіпаж без державних витрат. Римляни моделювали кораблі свого нового флоту на прикладі судна, захопленого в Ганнібала Родійського. Досі римляни мали досвід суднобудування і з перевіреним судном, виготовляли високоякісні квінкреми. Важливо, що корвус був прибраний, що покращило швидкість і керованість кораблів, але змусило змінити тактику римлян; їм потрібно було б бути кращими моряками, а не кращими солдатами, щоб бити карфагенян.
Новий римський флот був завершений у 242 році до н.е., і консул Гай Лутацій Катул, за допомогою претора Квінта Валерія Фальтона, повів його до Сицилії. Прибувши з 200 квінкремами та 700 транспортами, навантаженими запасами та легіонерськими підкріпленнями, Катул безперешкодно захопив гавань Дрепанум та кріплення крізь Лілібей, оскільки не було карфагенських кораблів, які би протистояли римському флоту. Катулус і Фальто тримали сильну ескадрилью від кожного міста, і створили флот з екіпажами на піку своїх можливостей. Вражений енергією Катулу та Фальто, Сенат продовжив термін їх повноважень за межі звичайного на один рік, і вони, таким чином, стали проконсулом і пропретором відповідно.

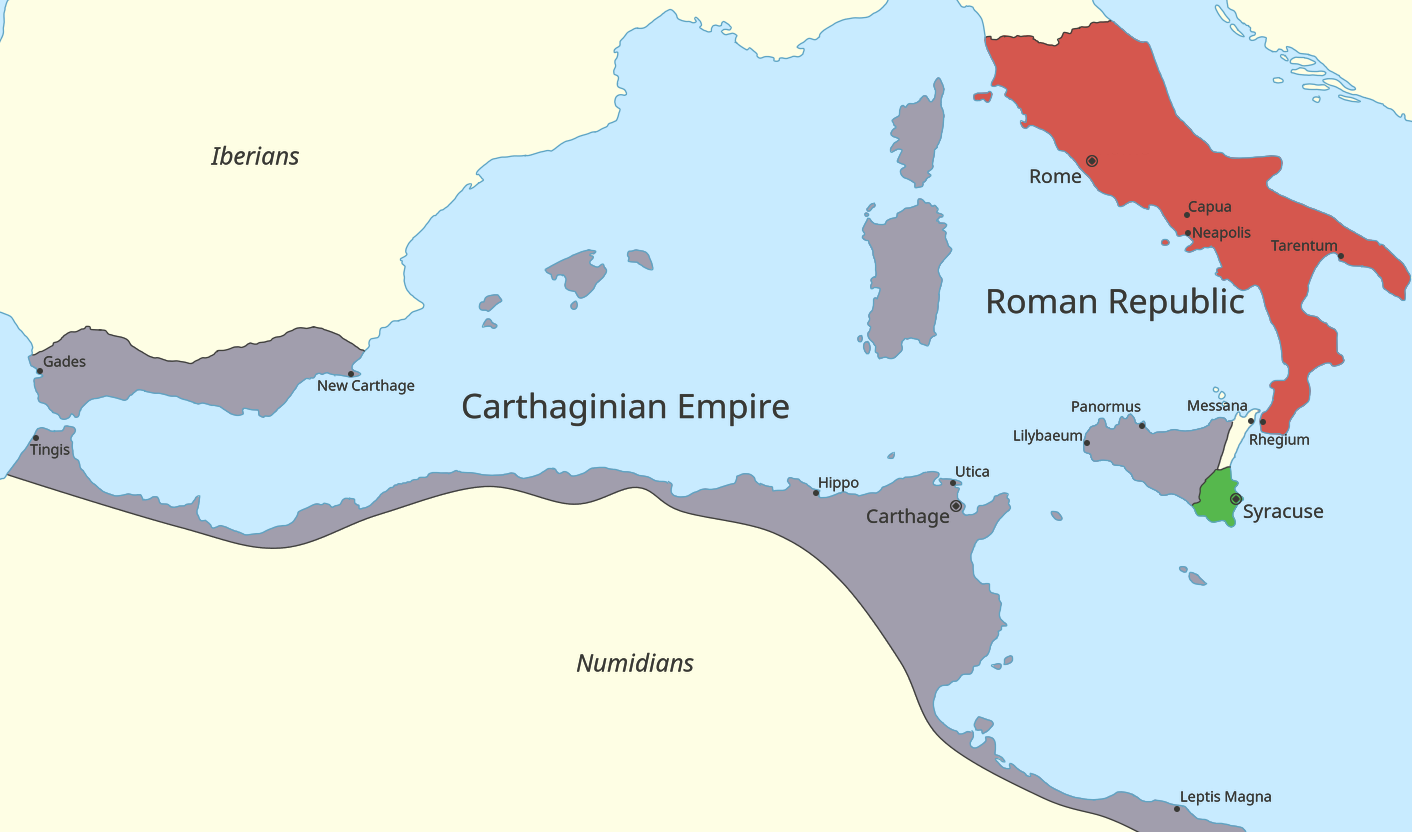
Територія, що контролюється Римом і Карфагеном на початку Першої Пунічної війни

Карфаген почав готувати флот, облаштовувати транспорти, збирати припаси та навчати екіпажів та морських піхотинців для битви з римлянами. На підготовку 250 військових кораблів та між 150 і 350 транспортами знадобилося дев'ять місяців. Вони намагалися знайти 100 000 чоловіків, необхідних для повноцінного екіпажу лише військових кораблів, і не мали достатньо часу, щоб забезпечити розширену підготовку, необхідну для того, щоб екіпажі могли ефективно працювати разом як команди. З цим флотом на початку березня 241 року до н.е. Флот під командуванням Ганнона, якого історики вважають сином Ганнібала, вийшов у море з Карфагену.

## Битва
Ганнон відмінно усвідомлював слабкість свого флоту і тому хотів спершу йти в Дрепанум, вивантажити там з військових кораблів запаси і прослизнути до Еріксу, взяти на борт Гамилькара Барку з його досвідченими солдатами, і потім вже атакувати римський блокадний флот у Лілібеї.
Попередньо Ганнон зайшов в Гіеру, до самого західного з Егатских островів, щоб почекати сприятливого вітру. Катул своєчасно дізнався про виступ Ганнона і зібрав весь свій флот у острова Егузи, посадивши на нього кращих солдат. У той час як здалися карфагеняни, дув сприятливий для них свіжий західний бриз, який викликав настільки сильне хвилювання, що у Катула виник сумнів в можливості боротися за таких умов. Однак грунтуючись на отриманих відомостях про поганий стан ворожого флоту, він все-таки зважився на бій. До того ж, вийшовши в море, він переконався, що завдяки посиленим тренуванням командири судів могли вправно керувати і діяти в бою. Він вибудував флот в лінію між Егузой (нині Фавіньяна) і Форбантіей (нині Бранцо) і рушив назустріч карфагенським суднам, що наближались під вітрилами при свіжому бризі, перегороджуючи їм шлях.
Ганнону вдалося вибудувати в бойовий порядок свій флот раніше, ніж він підійшов до римлян, проте він розпорядився прибрати вітрила і зі своїми недосвідченими веслярами - рабами і солдатами, прийняв бій на веслах. Карфагеняни, прибравши вітрила і підбадьорюючи один одного криками, стали готуватися до битви, розвертаючись в бойову лінію. Як тільки бій почався, перевага римлян стала очевидною. У фронтальному бою карфагеняни зазнали поразки майже по всіх пунктах.
Луцій Анней Флор писав:
«Римський флот, зручний, легкий, надійний ... вступив наче в кінний бій. На будь-які удари рухливі ростри відгукувалися немов живі. В найкоротший час розбиті ворожі судна покрили своїми уламками все море ».
Діодор Сицилійський відзначає відвагу воїнів:
«Такі висоти хоробрості були досягнуті, що навіть воєначальники обох сторін відзначилися особистою мужністю і холоднокровним керівництвом серед небезпек. Мали місце найдивовижніші події, що припали на долю сміливців. Бо, коли їхні кораблі були потоплені, деякі, хто перевершував хоробрістю своїх супротивників, потрапили в полон, але не тому що вони страждали відсутністю доблесті, але тому, що вони були придушені нездоланною силою неминучості. Яка ж користь людині від хоробрості, коли його корабель іде на дно, і людина, позбавлена опори під ногами, доставляється морем в руки ворога? »

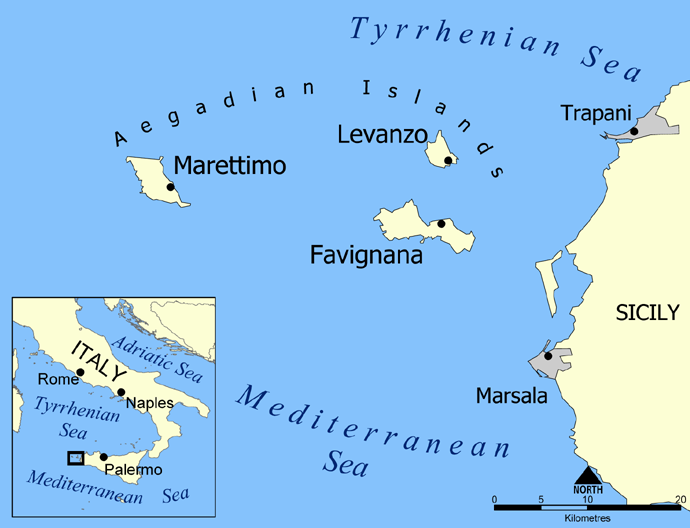
Егатські острови

Від повного знищення, карфагенский флот врятувало те, що вітер в розпал сутички різко змінився. Уцілілі кораблі карфагенян під вітрилами відійшли в безладді до острова Гіера.

## Результати битви
В результаті цього бою при Егатських островах, 20-50 карфагенских кораблів було пущено на дно, 70 захоплені разом з екіпажами; інші 130 врятувалися завдяки тому, що перед самим зіткненням поставили вітрила і пішли в сторону; так як вітер дув на північ, вони попрямували назад в Гіеру. Філін Акрагантский оцінює кількість полонених карфагенян в 6 тисяч чоловік, інші автори, за словами Діодора - в 4 040 осіб. Римляни втратили 80 кораблів, 30 з них повністю, ще 50 були частково зруйновані.
Катулу було признано тріумфальним переможцем, тоді як Фальто отримав трохи меншу пошану. Щоб відзначити перемогу, Катул побудував храм присвячений Ютурні на Кампус-Марціусі, в районі Риму, який в даний час відомий як Аргентина Ларго ді Торре.
На цьому Перша Пунічна війна закінчилася - карфагенські сенатори вважали, що Карфаген не може далі продовжувати війну. Тому вони передали перебувавшему в Сицилії Гамількару Барці повноваження щодо укладення мирної угоди. За умовами мирного договору Карфаген був змушений:
- відмовитися від Сицилії;
- виплатити протягом 10 років 3200 талантів контрибуції;
- внести невеликий викуп за право евакуювати свою сицилійську армію (як досягнутий компроміс початкового умові здачі зброї).

Відтепер Рим був провідною військовою державою Західного Середземномор’я. Римляни побудували більш ніж 1000 галер протягом війни. Та цей досвід будування, комплектування, навчання та обслуговування такої кількості техніки був покладений в основу «морської домінації» Риму на 600 років.